# Slovenj Gradec
Slovenj Gradec (en alemán Windischgrätz, que quiere decir Graz eslovena) es una pequeña ciudad y un municipio de la provincia de Baja Estiria (Štajerska), al norte de Eslovenia, a pocos kilómetros de la frontera con Austria. La ciudad está situada 45 km al oeste de Maribor y 65 km al noreste de Liubliana. El área circundante también se conoce con el nombre de "Slovenj Gradec".

## Historia
En 1918 el área era una isla germanófona en una zona de habla eslovena. En el censo de 1880 tenía un 75% de hablantes de alemán y un 25% de hablantes de esloveno. Tras fin de la Primera Guerra Mundial muchos alemanes se marcharon a Austria. Los que se quedaron fueron expulsados en 1945.
En 1860 vio nacer al compositor Hugo Wolf. Su lugar de nacimiento es ahora una escuela de música. Otro edificio importante cercano es la iglesia parroquial de la plaza mayor, una capilla gótica con frescos de mediados del siglo XV. En 2003 una excavación arqueológica descubrió las ruinas de la iglesia más vieja de Carantia, que se remonta al periodo carolingio.